# Call of Duty: Roads to Victory
Call of Duty: Roads to Victory este un joc video creat de Amaze Entertainment și publicat de Activision pentru PSP. A fost lansat în 2007.